# テルミターゼ
テルミターゼ(Thermitase、EC 3.4.21.66)は、酵素である。この酵素は、コラーゲンを含むタンパク質の加水分解を触媒する。
この酵素は、好熱性放線菌Thermoactinomyces vulgarisから単離された。